# De Dion-Bouton

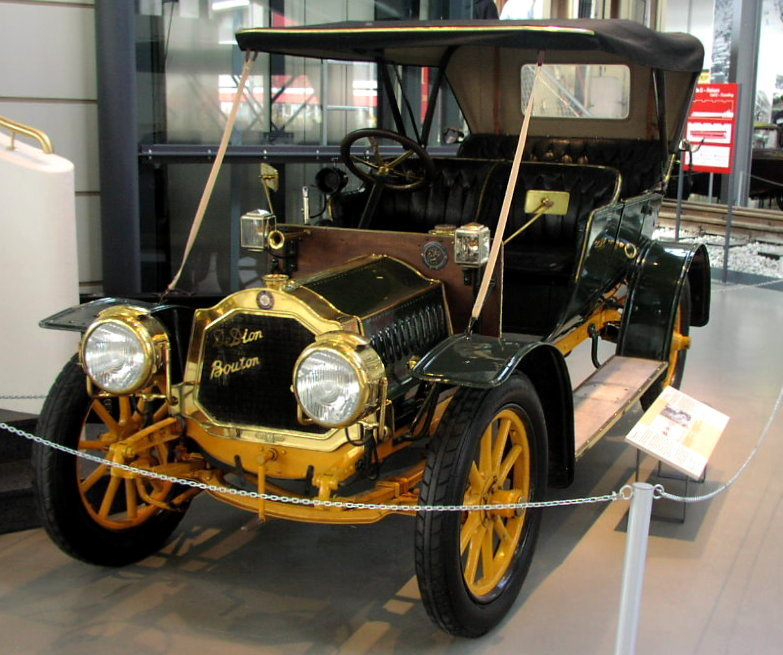
De Dion-Bouton Torpedo (1909)

De Dion-Bouton — одна из наиболее известных французских автомобильных фирм конца XIX — начала XX века. Основана маркизом Жюлем-Альбером де Дьоном, механиком Жоржем Бутоном и инженером Шарлем-Арманом Трепарду под названием «Де Дьон-Бутон и Трепарду» (фр. De Dion-Bouton et Trepardoux) в начале 1883 года для создания паровых автомобилей (первый из них — La Marquise). Маркиз выступал в роли финансиста, Бутон был сборщиком и технологом, а в лице Трепарду было представлено конструкторское бюро. Фирме удалось внедрить в производство несколько изобретений. Так, в 1890 году она запатентовала одноцилиндровый бензиновый мотор, а в 1893 году — новую автомобильную ось.
На своём паровом авто Жюль-Альбер де Дьон выиграл Гран-при в автопробеге Париж — Руан 22 июля 1894 года со средней скоростью в 17 км/ч. Но судьи сочли паровики ненадёжными (из семи стартовавших финишировали три машины) и отдали победу «бензиновым» автомобилям Peugeot и Panhard & Levassor с двигателями Daimler, которые добрались до финиша в полном составе.
После этого, несмотря на успех в гонке именно с паровым двигателем, с 1895 года фирма окончательно переходит на бензиновые двигатели. Не согласившись с этим решением Трепарду покидает фирму и его имя снимается из названия. Моторы De Dion-Bouton были в то время настолько удачны, что их приобретали и другие автомобилестроительные компании.
В 1900 году De Dion-Bouton, выпустившая 400 машин и 3200 моторов к ним, стала крупнейшей автомобилестроительной фирмой в мире. В основном производились одноцилиндровые авто марки Voiturette. В 1910 году фирма освоила производство V8-мотора мощностью в 35 л. с. В 1913 году на De Dion-Bouton был выпущен последний одноцилиндровый автомобиль. Перед Первой мировой войной фирма выпускала автопушки. После Первой мировой войны в фирме начался постепенный закат производства.
В 1932 году был выпущен последний легковой De Dion-Bouton. Производство грузовых автомобилей продолжалось до 1952 года.
Также фирма была крупным производителем самоходных железнодорожных вагонов между Первой и Второй мировыми войнами.

## Галерея

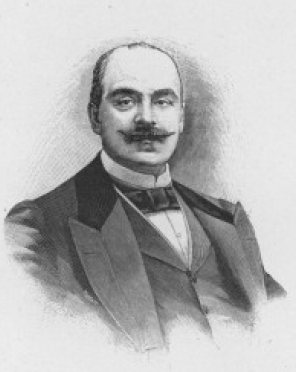
Жюль-Альбер де Дьон, работа художника Адольфа Лалоза
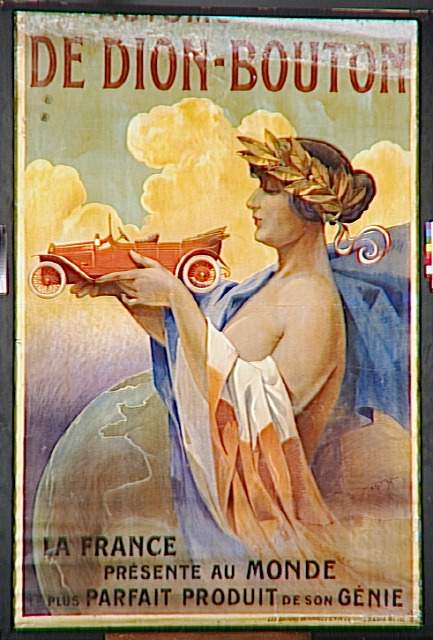
Рекламный плакат фирмы
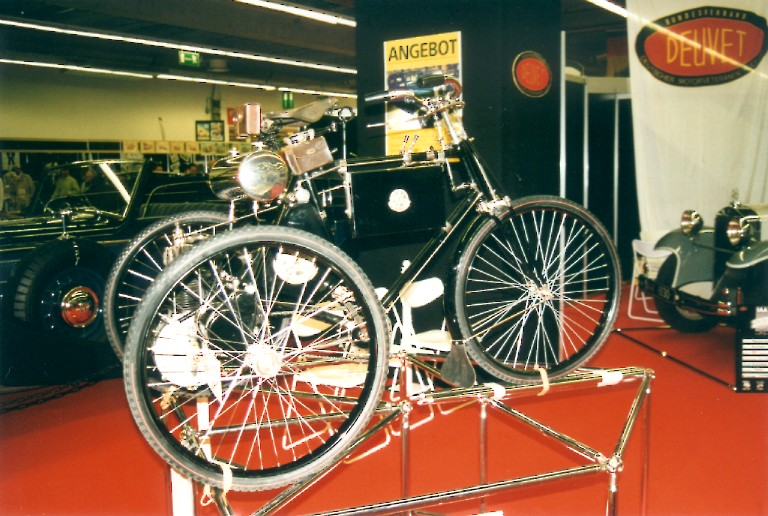
De Dion-Bouton трехколёсник
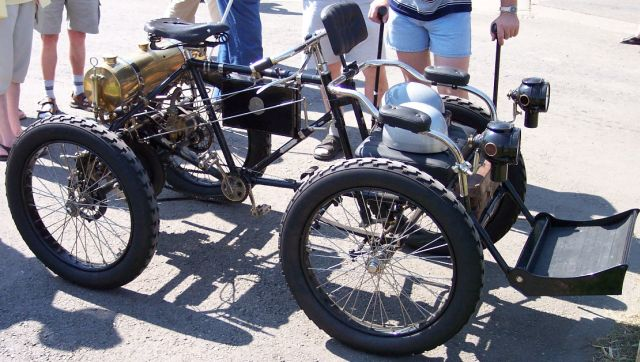
De Dion-Bouton четырёхколёсник
1901 De Dion-Bouton, гонки Лондон - Брайтон 2005
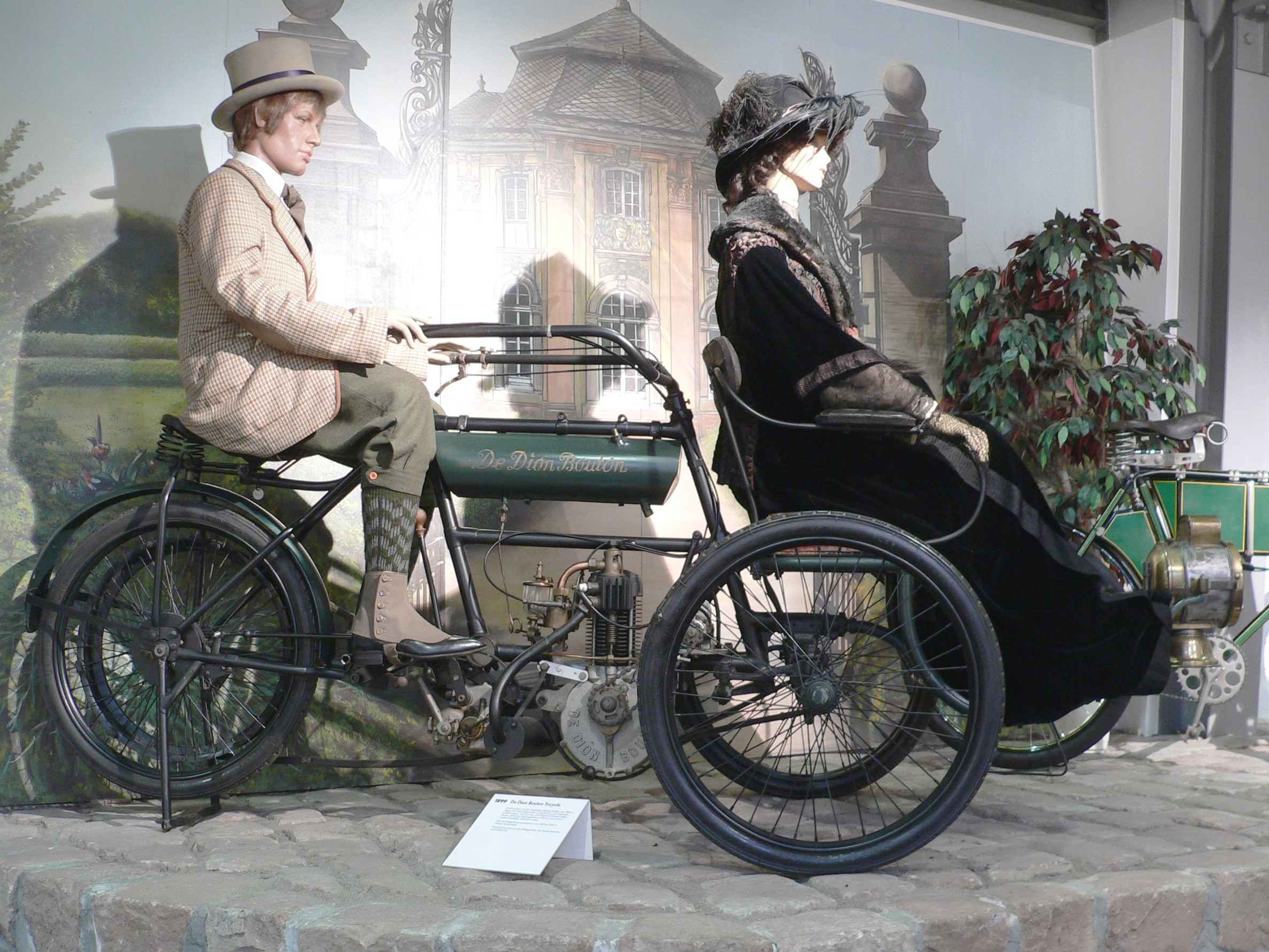
Трёхколёсник "De Dion Bouton" 1899
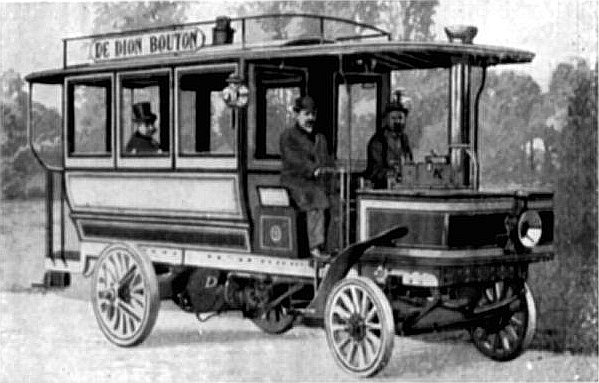
Паровой омнибус
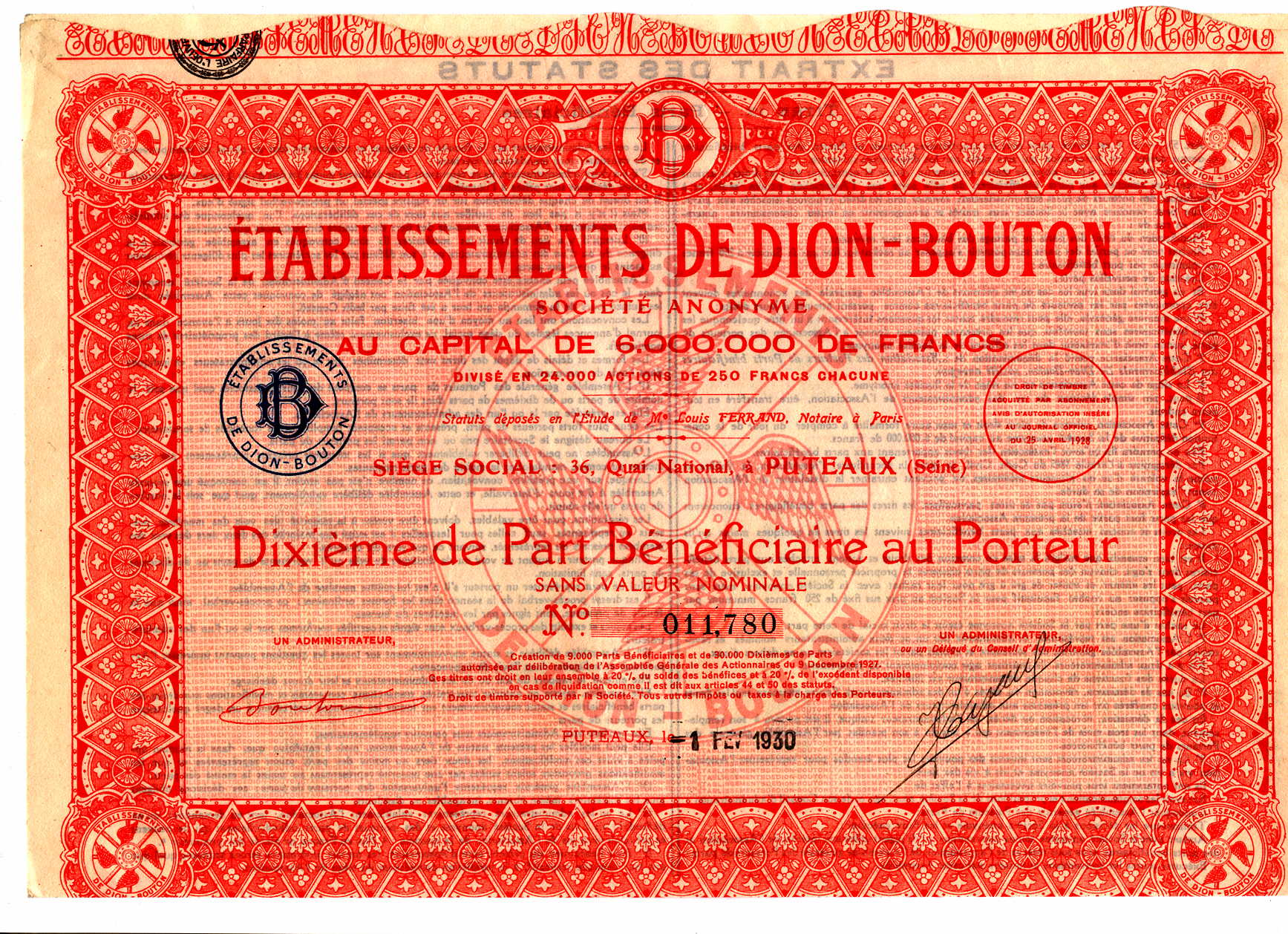
Старая акция De Dion-Bouton
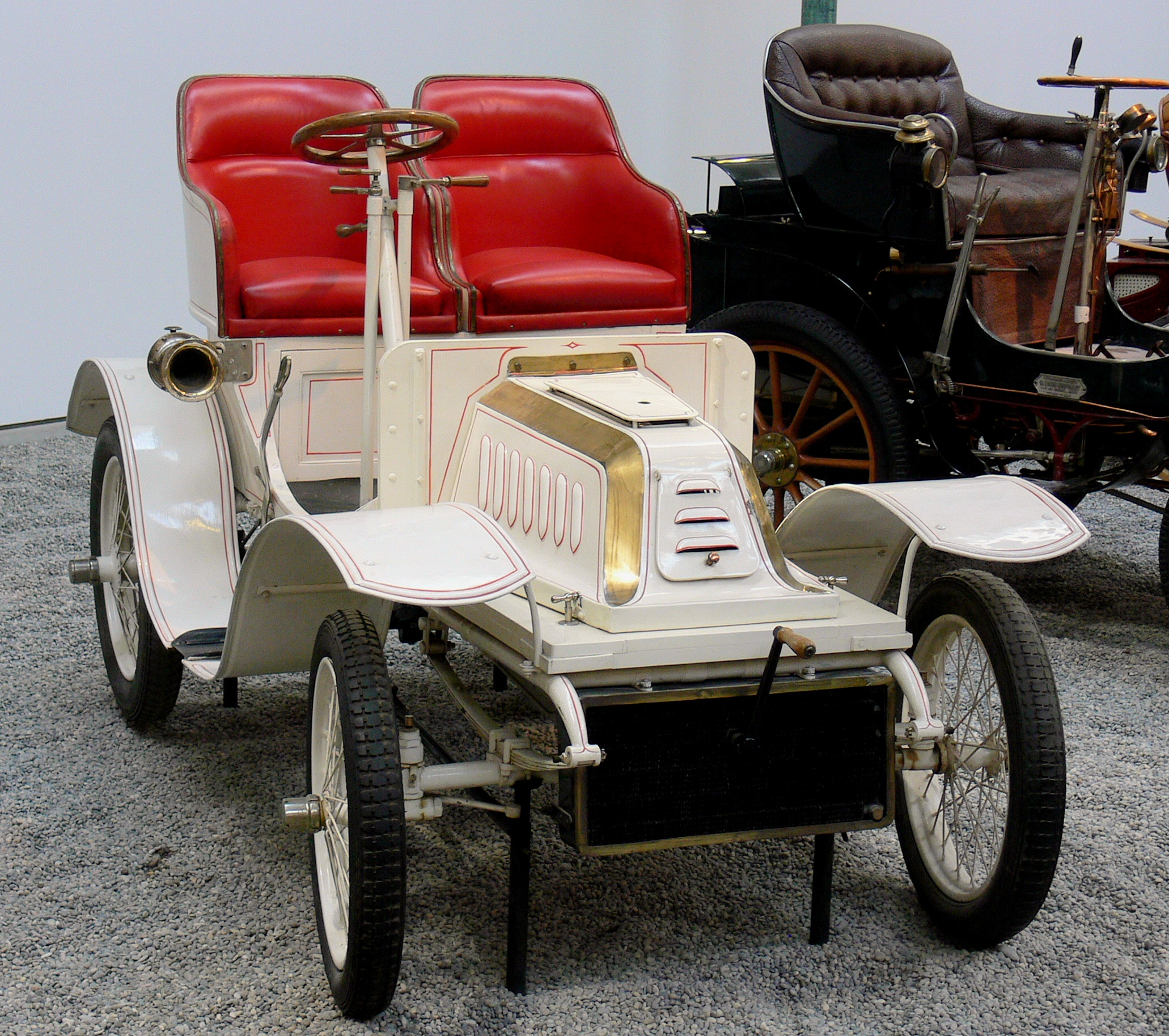
De Dion-Bouton (1902)
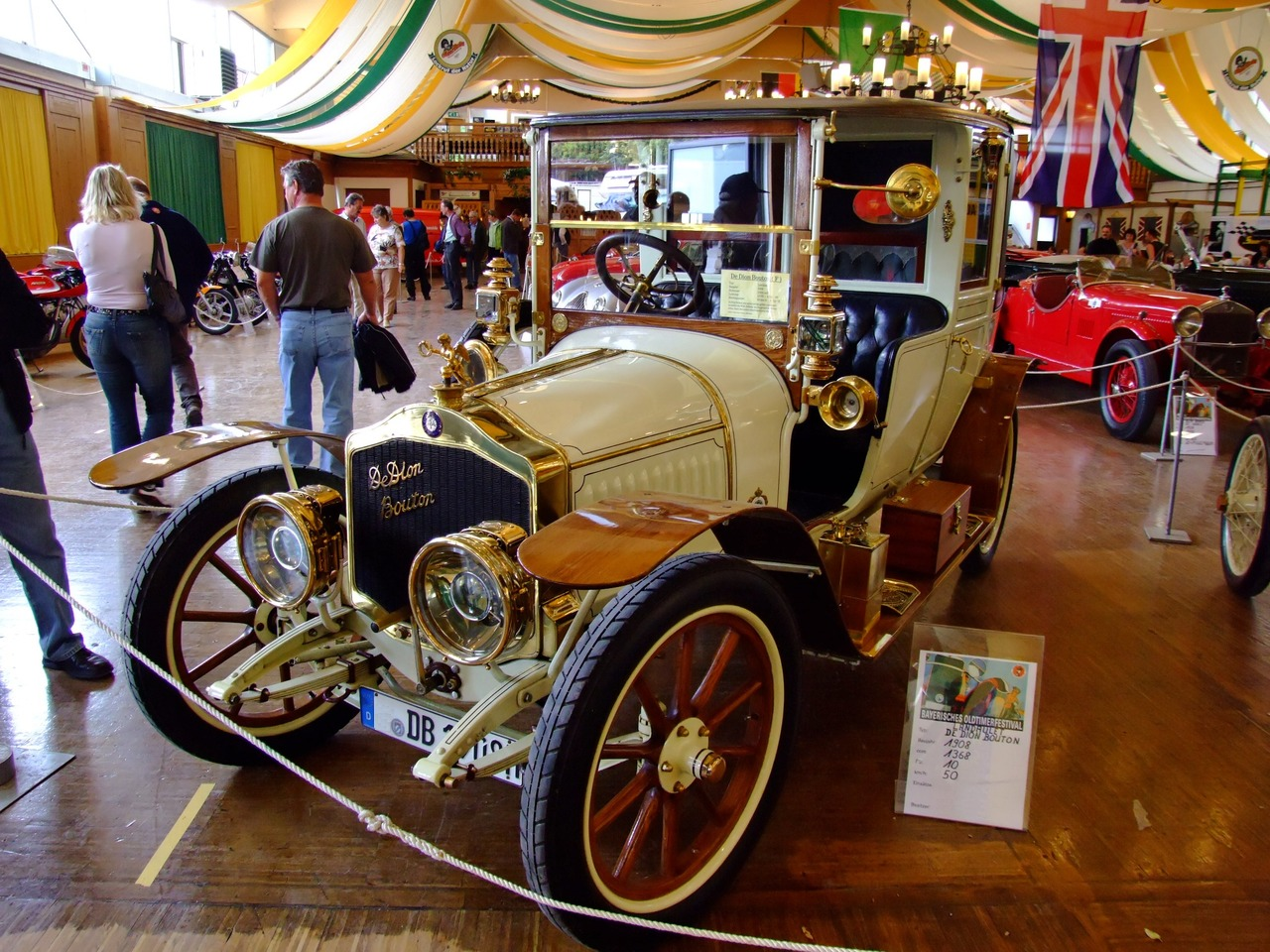
De Dion-Bouton Landaulet (Ландоле) (1908)
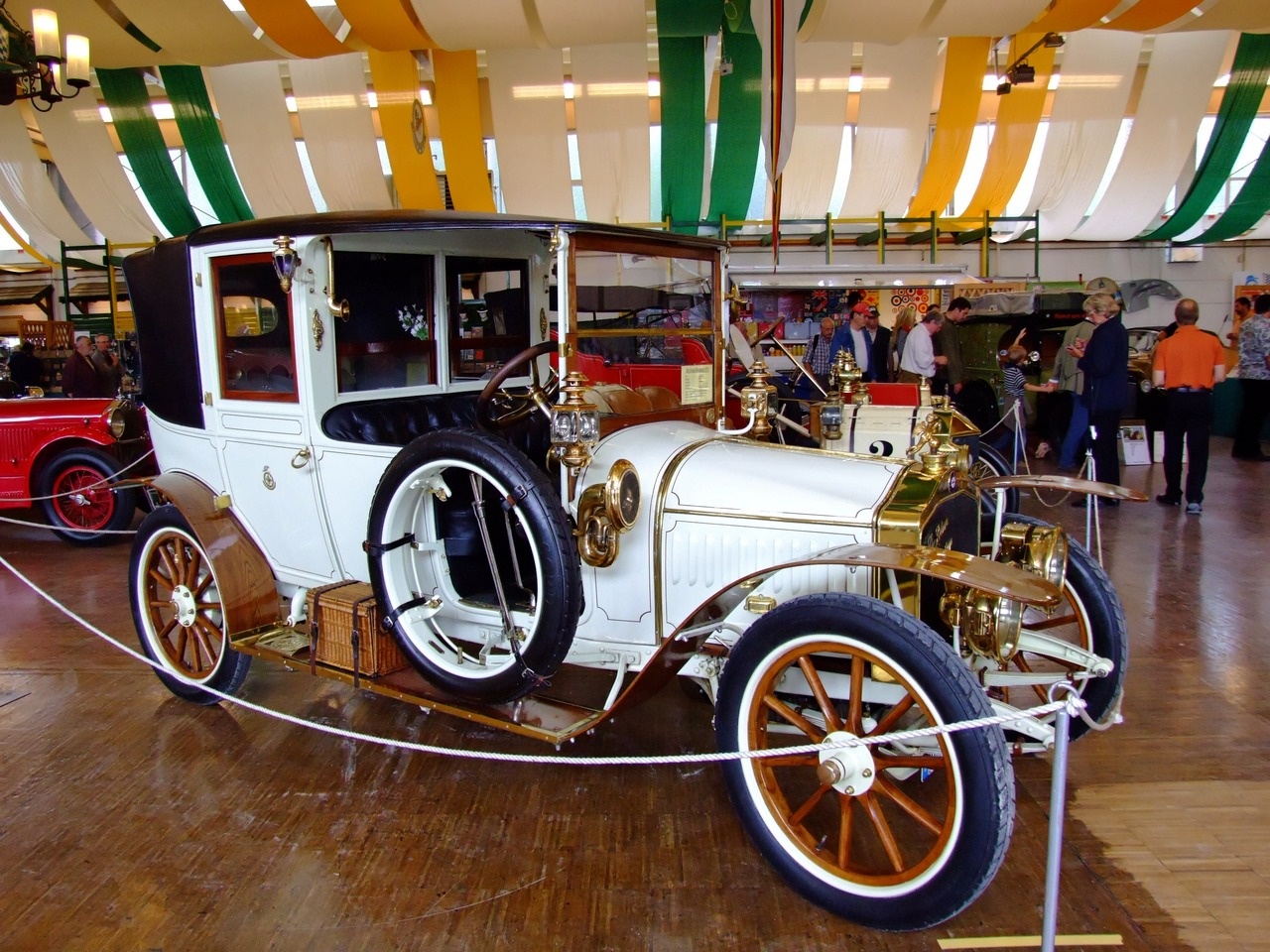
De Dion-Bouton Landaulet (Ландоле) (1908)
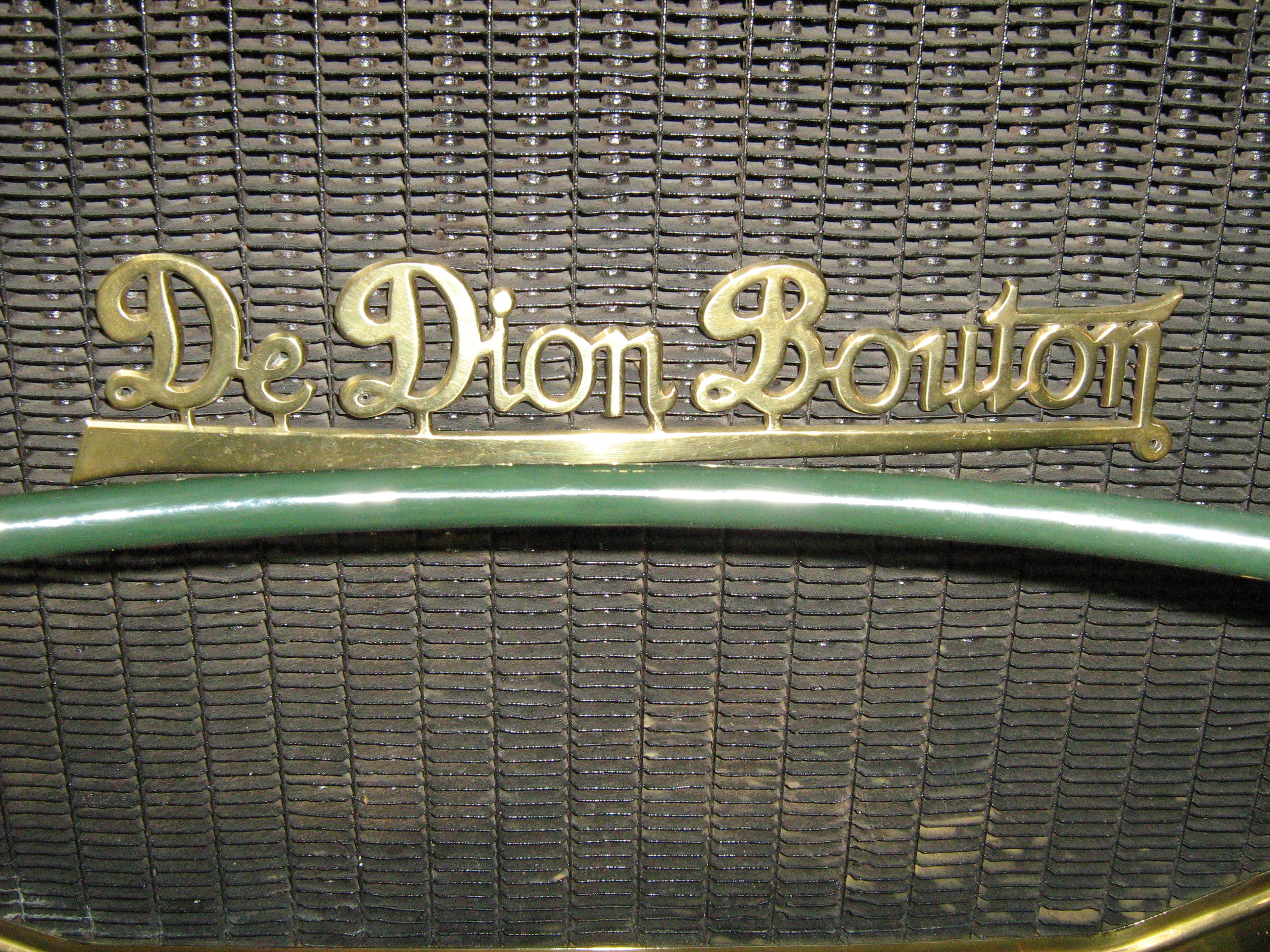
Надпись на решетке радиатора